# Jane Cunningham Croly
Jane Cunningham Croly, nota anche con lo pseudonimo di Jennie June (Market Harborough, 19 dicembre 1829 – New York, 23 dicembre 1901), è stata una scrittrice, giornalista e femminista statunitense di origine britannica. Fu un'autrice pioniera e redattrice di rubriche femminili in importanti giornali e riviste di New York. Fondò il Club Sorosis per le donne a New York nel 1868 e nel 1889 lo estese a livello nazionale alla Federazione Generale dei Club Femminili. Ha anche fondato il Woman's Press Club di New York.

## Primi anni
Jane Cunningham è nata in Inghilterra, figlia di un ministro unitariano, il reverendo Joseph Cunningham, e di sua moglie Jane Scott. La famiglia emigrò negli Stati Uniti quando Jane aveva dodici anni. Inizialmente vissero a Poughkeepsie, New York, e successivamente a Southbridge, Massachusetts.

## Carriera professionale
Jane si interessò per la prima volta al giornalismo mentre era una studentessa; iniziò come redattrice del giornale della scuola. In seguito curò e pubblicò il giornale della chiesa di suo fratello. Nel 1855 si trasferì a New York per cercare lavoro come giornalista. Alcune fonti dicono che fu lì che utilizzò per la prima volta lo pseudonimo “Jennie June”. Altre fonti dicono che “Jennie June” era un soprannome dell'infanzia, datole da un amico di famiglia quando Jennie aveva dodici anni.
Dopo aver fatto domanda senza successo a diversi giornali, fu assunta da Noah's Sunday Times, spesso erroneamente riportato come The New York Times, diretto da Mordecai Manuel Noah. Al Noah 's scriveva regolarmente una rubrica femminile, concentrandosi su argomenti tradizionali come la moda, la cucina e le arti. In seguito ricorderà questo periodo come impegnativo, poiché pochi giornali volevano assumere una donna e, se lo facevano, era solo per gli argomenti di "interesse femminile". C'era una grande resistenza da parte dei redattori uomini ad assumere una donna per coprire le notizie o fare un reportage serio al di fuori di quella che era considerata la sfera femminile.
Nel corso della sua carriera giornalistica incontrò il marito, collega giornalista e redattore del New York Herald, David G. Croly. Si sposarono il 14 febbraio 1856, il Giorno di San Valentino. Ebbero tre figlie, Minnie, Viola e Alice, e un figlio, Herbert David. Herbert Croly intraprese la carriera giornalistica, diventando editore della rivista The New Republic. In seguito lei raccontò agli intervistatori che, grazie al marito, la sua carriera giornalistica era progredita. Lui la assunse al New York World, e la sua carriera progredì da quel momento in poi.
Mentre ci si aspettava che la maggior parte delle donne abbandonasse la carriera dopo il matrimonio, Jennie June continuò a lavorare e lo fece anche dopo aver avuto dei figli. Fu redattrice di Demorest's Magazine dal 1860 al 1887. Questa rivista era dedicata alla moda femminile e Jennie divenne nota come esperta in materia, ampiamente citata in altre pubblicazioni. In seguito fu redattrice di Cycle Magazine, da lei fondato, e anche di Home-Maker Magazine. Le sue rubriche erano spesso diffuse sulle pagine femminili in tutti gli Stati Uniti.

## Femminista

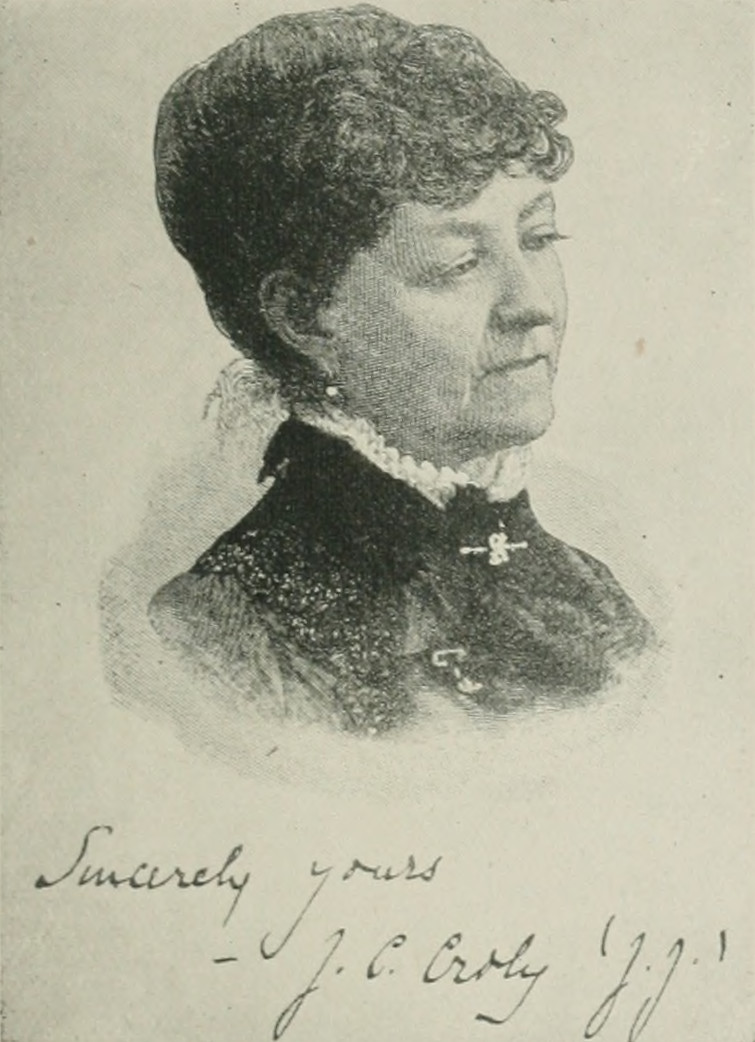
Jennie Cunningham Croly, nel 1897 circa

Jane Cunningham Croly fu una femminista all'avanguardia, dedita al miglioramento del suo sesso. Chiedeva una maggiore efficienza nel vestire delle donne e ridicolizzava le camicie a fiori come bizzarre. Insisteva sul fatto che il lavoro migliore delle donne fosse quello di essere “le custodi, le casalinghe, le educatrici dei bambini”. Croly simpatizzava con il movimento per il suffragio femminile, ma non vi partecipava attivamente. Sosteneva fortemente l'uguaglianza e la parità dei diritti, dando particolare importanza alle nuove carriere per le donne della classe media, come la segretaria, la contabile, l'infermiera e la commessa dei grandi magazzini, oltre ai ruoli tradizionali dell'insegnamento. Schlesinger sostiene che "il contributo duraturo di Croly al progresso delle donne americane fu la sua insistenza sul fatto che il sesso dovesse essere subordinato a prestazioni competenti". Disse alle donne americane che l'indipendenza finanziaria e l'uguaglianza economica erano altrettanto o più importanti del diritto di voto.
Convocò i primi congressi sulle donne nel 1856 e nel 1869, e organizzò Sorosi nel 1869; si trattava di un'organizzazione che sosteneva una maggiore accettazione e maggiori opportunità professionali per le donne. Non si occupava di politica o di suffragio femminile. Jennie June disse alla stampa che immaginava il club, (il cui nome è un termine botanico greco (sorós) che indica un tipo di albero che produce vari tipi di frutti e fiori), come un salone in cui le donne potessero riunirsi e scambiare idee, godersi la letteratura e discutere di arte. In seguito fondò il suo successore, la General Federation of Women's Clubs (Federazione Generale dei Club Femminili) nel 1890; fondò anche il New York Woman's Press Club nel 1889 e ne divenne la prima presidente. I primi incontri si tenevano a casa sua.

## Ultimi anni
Nei suoi ultimi anni di vita, Jennie June Croly è stata spesso definita dalla stampa come la "Madre dei Club femminili", un termine che è stato citato anche quando i giornali hanno riferito di come si fosse ammalata nell'estate del 1898. Subì una grave caduta e si ruppe l'anca; anche la sua cara amica Ellen Demorest, per la cui rivista di moda lavorava, si ammalò nello stesso periodo, subendo un ictus. Sembra che non si sia mai ripresa del tutto e, nel 1900, annunciò che si sarebbe ritirata dal lavoro nei giornali e nei club. Fece un viaggio di ritorno in Inghilterra, per rivedere il Paese in cui era nata dopo tanti anni di assenza e, dopo essere tornata a New York, morì per insufficienza cardiaca, il 23 dicembre 1901, all'età di 72 anni.
Nel 1994, è stata inserita nella National Women's Hall of Fame.

## Opere
- For Better or Worse (1875)
- Jennie Juneiana: Talks on Women's Topics (1864)
- Cookery-Book for Young Housekeepers (1866)
- Knitting and Crochet (1885)
- Thrown on Her Own Resources (1891)
- History of the Woman's-Club Movement in America (1898 e 1900)